# Martin Fuksa
Martin Fuksa (cs; Nymburk, 30 de abril de 1993) é um canoísta tcheco.

## Vida pessoal
Martin Fuksa é filho do ex-campeão mundial de canoagem Petr Fuksa. O irmão de Fuksa, Petr Fuksa Jr., também é um canoísta ativo. Os dois agora participam de competições internacionais em duplas de canoagem. O avô deles é Josef Fuksa, presidente do TJ Lokomotiva Nymburk, ex-canoísta e técnico da seleção nacional.

## Carreira
Martin Fuksa jogou hóquei no gelo quando criança e começou a praticar canoagem aos 14 anos.
Fuksa, que mora em Nymburk, a leste de Praga, e joga pelo clube de Praga ASC Dukla, comemorou seus primeiros sucessos desde o início e conquistou cinco títulos no Campeonato Mundial Sub-23. Nos anos seguintes também comemorou grande sucesso no setor sênior. Depois de medalhas e títulos em Campeonatos Europeus, além de prata e bronze em Campeonatos Mundiais, em 2015 conquistou o título de canoagem individual nos 500 metros e a medalha de ouro no Mundial de Milão.
Em 2017, no EC em Plovdiv, Martin Fuksa estabeleceu um novo recorde mundial na pista C1 500ms com o tempo de 1: 44.884, que ele próprio quebrou um ano depois na Copa do Mundo em Szeged, Hungria com um tempo de 1:43.669. Na Copa do Mundo de 2018 em Duisburg, Alemanha, ele melhorou o melhor tempo mundial no percurso C1 1000 em mais de um segundo, estabelecendo um recorde mundial de 3m42s385.
Nos Jogos Olímpicos de Verão de 2024, em Paris, conquistou a medalha de ouro na prova de C-1 1000 metros masculino, com o tempo de 3:43.16.